# La Seigneurie

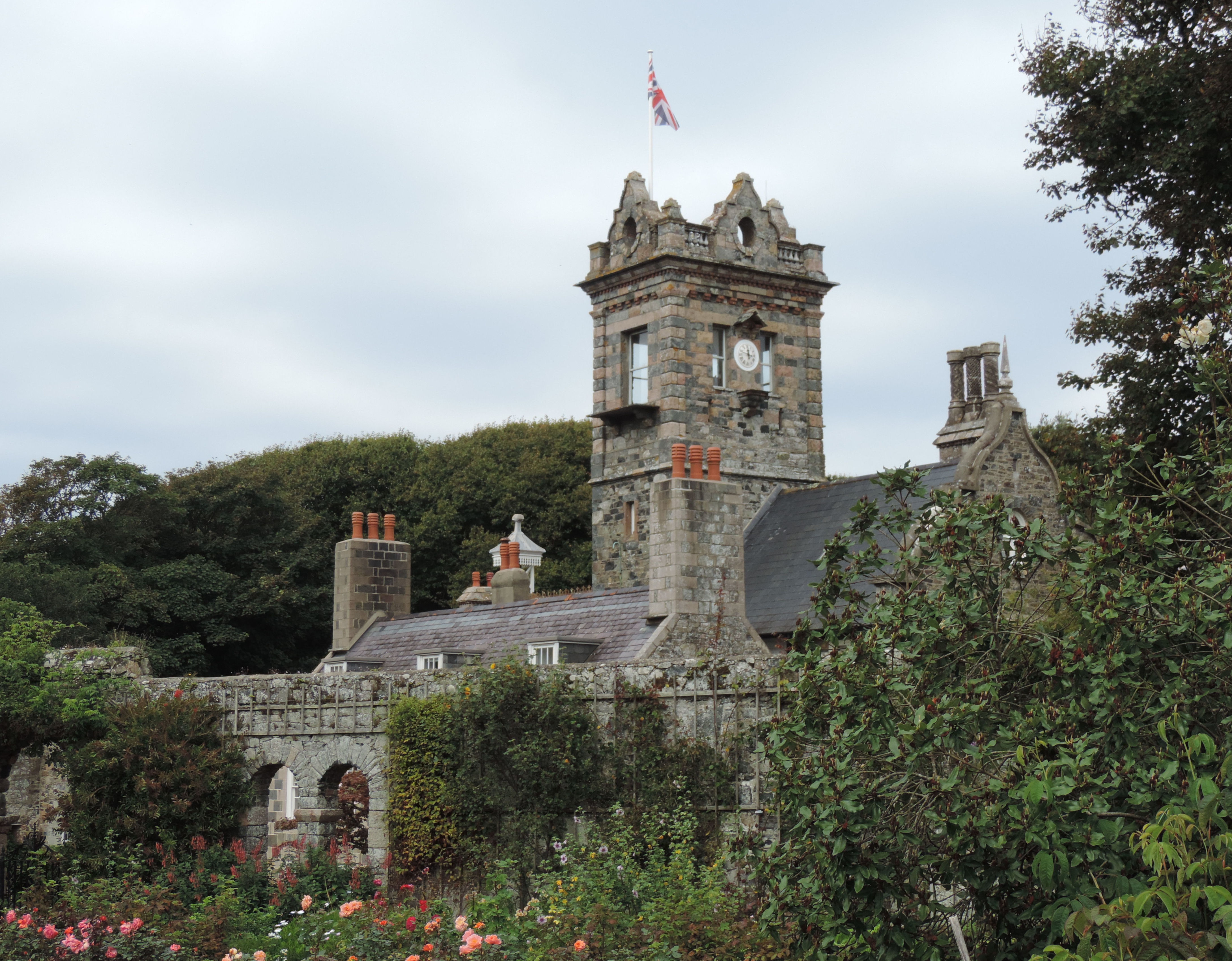
La Seigneurie v roce 2016

La Seigneurie je tradičním sídlem Seigneura ze Sarku. Seigneur je panovníkem ostrova Sark v souostroví Normanské ostrovy. 
Michael Beaumont, 22. Seigneur ze Sarku, a jeho manželka Diana se ze Seigneurie přestěhovali do menšího domku, neboť jejich zdraví začalo vyžadovat menší sídlo, které by bylo vhodnější pro stárnoucí obyvatele. Roku 2009 Seigneur Michael Beaumont umožnil Davidu Synnottovi a jeho ženě bydlet po dobu deseti let v Seigneurii výměnou za provedení částečné rekonstrukce sídla.
Michael Beaumont zemřel 3. července 2016 a jeho nástupcem se stal jeho nejstarší syn, major Christopher Beaumont. Ten začal roku 2017 Seigneurii opět využívat jako své sídlo, čímž navázal na historickou tradici.
Hlavní budova i zahrady Seigneurie byly roku 2018 otevřeny veřejnosti.